# Irene Brickner

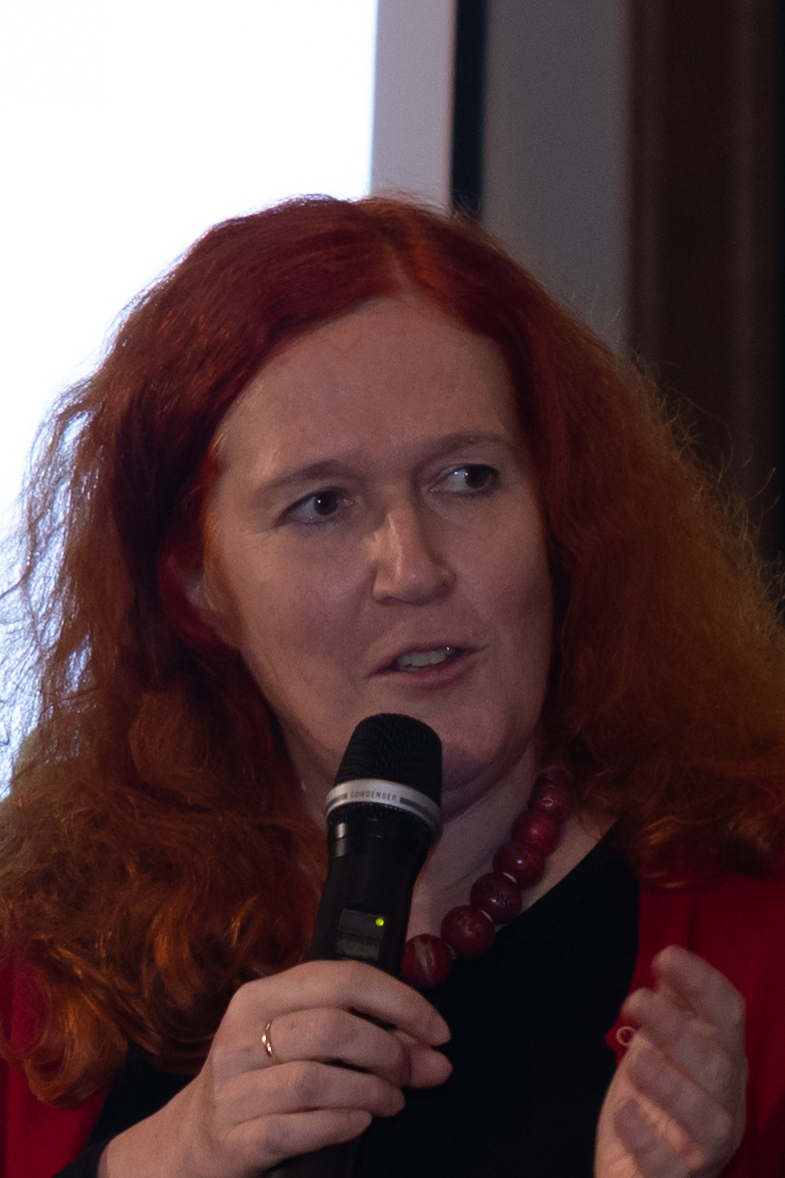
Irene Brickner (2018)

Irene Brickner (* 25. Juni 1960) ist eine österreichische Journalistin und Autorin.

## Leben
Brickner studierte Politikwissenschaften und Soziologie an der Universität Wien und schloss keines der Studien ab. Sie arbeitete unter anderem bei der Tageszeitung Neue AZ, bei den NÖN und beim ORF. Für profil und Falter war sie als freie Mitarbeiterin tätig. Seit 2000 ist Brickner Redakteurin und Kommentatorin im Chronik-Ressort des Standards. Sie kommentiert Menschenrechtsthemen und behandelt in ihren Reportagen vorwiegend Asyl- und Fremdenrechtsfragen, Gleichstellungspolitik und Umweltthemen.

## Auszeichnungen
- 2004 Concordia-Preis, Kategorie Menschenrechte[1]
- 2005 Klimaschutzpreis der Österreichischen Hagelversicherung und des Umweltministeriums[2]
- 2006 Journalistinnenpreis Die Spitze Feder[3]
- 2007 Prälat-Leopold-Ungar-JournalistInnenpreis[4]
- 2010 Sonderpreis JournalistInnen des MiA-Awards[5]
- 2010 Dr.-Karl-Renner-Publizistikpreis in der Kategorie Online[6]
- 2020 Ari-Rath-Preis[7]

## Publikationen
- Heiße Zeiten. 50 Antworten auf brennende Fragen zum Klimawandel, mit Johanna Ruzicka, Residenz Verlag, St. Pölten 2007, ISBN 978-3-7017-3067-4.[8]
- Schwarzbuch Menschenrechte. Worüber Österreich schweigt,  Residenz Verlag, St. Pölten 2012, ISBN 978-3-7017-1494-0.[9][10]